# Mersin (provincie)
Mersinská provincie je tureckou provincií, nachází se na pobřeží Středozemního moře. Rozloha provincie činí 15 737 km2, v roce 2000 zde žilo 2 275 568 obyvatel. Hlavním městem provincie je Mersin.

## Administrativní členění
Mersinská provincie se administrativně člení na 10 distriktů:
- Mersin
- Anamur
- Aydıncık
- Bozyazı
- Çamlıyayla
- Erdemli
- Gülnar
- Mut
- Silifke
- Tarsus